# CP24

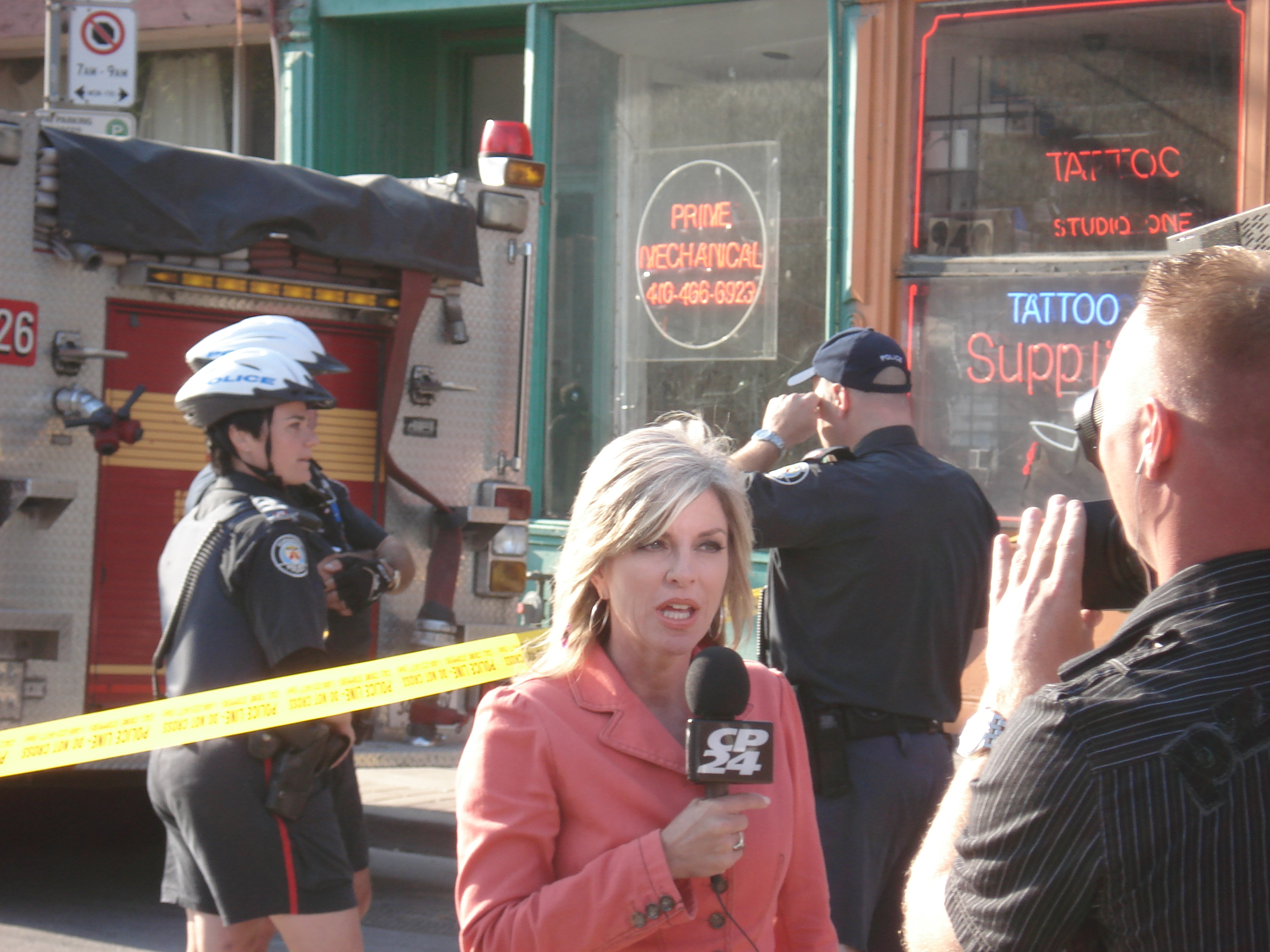
CP24's Liveberichterstattung durch die Reporterin Sue Sgambati

CablePulse24 (CP24) ist ein kanadischer, 24-stündiger, englischsprachiger Nachrichtensender mit Sitz in Toronto, Ontario. Die Sendestudios des Senders befinden sich an der 299 Queen Street West.  Der Sender versorgt die Greater Toronto Area sowie den südlichen Teil der Provinz Ontario. Gesendet werden neben örtlichen, nationale sowie internationale Nachrichten. Der Sender wird von Bell Media betrieben. Der Sender wird in das örtliche Kabelnetz eingespeist, daneben ist der Sender über Satellit landesweit und im Internet empfangbar.

## Geschichte
Der Sender erhielt die Sendegenehmigung, durch die kanadische Aufsichtsbehörde Canadian Radio-Television and Telecommunications Commission (CRTC) im Jahre 1996. Der Sender begann mit der Ausstrahlung seines Programms unter dem Branding Pulse 24. Am 30. März 1998 startete der Sender neu als CablePulse24 (CP24) und befand sich anfangs im Besitz von CHUM Limited und Sun Media.
Am 1. Dezember 2004 übernahm Chum Limited die restlichen Anteile von Sun Media und erhielt somit die vollständige Kontrolle über den Sender. Am 12. Juli 2006 gab CTVglobemedia ein freundliches Übernahmeangebot des Senders für 1,7 Milliarden Dollar. Ein Jahr später am 8. Juni 2007 genehmigte die CRTC die Übernahme von CHUM Limited. Die Behörde genehmigte die Übernahme unter einer Auflage, die beinhaltete, dass CTVglobemedia seine CityTV Sender verkauft. Am 12. Juni 2007 gab Rogers bekannt, dass er die CityTV sender von CTVglobemedia für 375 Millionen $ kaufen wird. Seit dem Jahr 2011 gehört der Sender zu Bell Media. Als CTVglobemedia durch die Übernahme von The Sports Network dadurch von der (CRTC) dazu verpflichtet wurde.

## Sendungen
Neben den Allgemeinen Nachrichten und aktuellen Breaking News werden folgende Sendungen gesendet:
- Animal Housecalls – Eine Sendung, in der Tierhalter live anrufen können, wenn sie Gesundheitsfragen bzgl. ihrer Haustiere haben. Die Sendung wird auf CP24 und Animal Planet jeden Dienstagabend um 19.00 gesendet.
- AutoShop – eine Sendung über Automobile und Automobiltechnik. Gesendet wird diese um 20.00 Uhr am Sonntagabend.
- App Central – Wirtschaftsnachrichten wird auch auf BNN täglich gesendet.
- Before Breakfast – Vorfrühstücksfernsehen, mit aktuellen Wirtschafts- und Politiknachrichten, sowie Wetter- und Verkehrsnachrichten, werktags um 5.00 Uhr am Morgen.
- CP24 Breakfast – Frühstücksfernsehen, welches werktags um 6.00 Uhr gesendet wird.
- CP24 Breakfast Weekend Edition – Frühstücksfernsehen, welches am Wochenende um 7.00 Uhr morgens ausgestrahlt wird.
- Hot Property – Eine Sendung, in der aktuelle Immobilienangebote vorgestellt werden. Wird jeden Donnerstag um 19.15 Uhr gesendet.
- On the Quarter – Ein spezialsendung für Privatsparer und Geldanleger, mit Vermögensverwaltern von der Toronto-Dominion Bank. Diese Sendung wird alle drei Monate gesendet.
- Sex Matters, wird am Donnerstag- und Freitagabend um 22.30 Uhr gesendet.
- Wylde on Health – Gesundheitsmagazin, welches jeden Freitagabend um 19.10 Uhr gesendet wird.
- Webnation wird Mittwoch um 19.10 Uhr gesendet.

Der Sender verfügt seit 2008 über einen Bell 206 Helikopter, der für journalistische Berichterstattungen voll ausgestattet ist.

## Empfangbarkeit
Der Sender wird in das regionale digitale Kabelnetz eingespeist. Des Weiteren ist der Sender über Bell TV und Shaw Direct über Satellit landesweit empfangbar. Das Programm wird ins Internet übertragen und als IPTV in die Breitbandnetze von Bell Fibe TV und MTS eingespeist.